# Jalpa
Jalpa è una municipalità dello stato di Zacatecas, nel Messico centrale, il cui capoluogo è la località omonima.
Conta 23.557 abitanti (2010) e ha una estensione di 717,64 km².